# Mozambik na Mistrzostwach Świata w Lekkoatletyce 2015
Mozambik na Mistrzostwach Świata w Lekkoatletyce 2015 – reprezentacja Mozambiku podczas Mistrzostw Świata w Pekinie liczyła 1 zawodnika, który nie zdobył medalu.

## Występy reprezentantów Mozambiku
| Konkurencja                         | Zawodnik   | Runda 1    | Runda 1 | Półfinał | Półfinał | Finał    | Finał   |
| Konkurencja                         | Zawodnik   | Rezultat   | Pozycja | Rezultat | Pozycja  | Rezultat | Pozycja |
| ----------------------------------- | ---------- | ---------- | ------- | -------- | -------- | -------- | ------- |
| Bieg na 400 m przez płotki mężczyzn | Kurt Couto | 49,15 (SB) | 16. Q   | 50,58    | 23.      | NQ       | NQ      |